# Redux
Redux — библиотека для JavaScript с открытым исходным кодом, предназначенная для управления состоянием приложения. Чаще всего используется в связке с React или Angular в разработке пользовательского интерфейса. Используя React контекст, Redux позволяет обеспечить доступ к данным состояния приложения напрямую всем компонентам. Создан Даниилом Абрамовым и Эндрю Кларком. С середины 2016 года в роли координаторов проекта выступают Марк Эриксон и Тим Дор.

### Описание
Redux — библиотека с простым API, предсказуемое хранилище состояния приложений. Она работает по тому же принципу, что и функция reduce, один из концептов функционального программирования. Её создатели вдохновлялись функциональным языком программирования Elm.

### История
Библиотека была создана в 2015 году Даниилом Абрамовым и Эндрю Кларком. Первую версию Абрамов создал во время подготовки к конференции React Europe. По словам Абрамова, он пытался создать реализацию идеи Flux с другой логикой. Абрамов был потрясён сходством между редьюсерами и Flux, так что он попытался совместить их.
Абрамов обратился к Кларку (создателю Flummox, одной из реализаций Flux), и совместно они разработали Redux. Как утверждает Абрамов, именно благодаря Кларку был реализован комплекс экосистемных средств, логичный API, а также точки расширения, такие как связующее программное обеспечение и усилители хранилища.